# Osthafen (metro w Berlinie)
Osthafen (do 1924 Stralauer Tor, Stralauer Thor) – dawna stacja metra linii U1 w Berlinie w dzielnicy Friedrichshain. Znajdowała się pomiędzy stacjami Berlin Warschauer Straße i Schlesisches Tor. W czasie II wojny światowej została kompletnie zniszczona. Po wojnie nie została odbudowana.